# Вест-Вайоміссінг (Пенсільванія)
Вест-Вайоміссінг (англ. West Wyomissing) — переписна місцевість (CDP) в США, в окрузі Беркс штату Пенсільванія. Населення — 3630 осіб (2020).

## Географія
Вест-Вайоміссінг розташований за координатами 40°19′20″ пн. ш. 75°59′41″ зх. д. / 40.32222° пн. ш. 75.99472° зх. д. (40.322153, -75.994707).  За даними Бюро перепису населення США в 2010 році переписна місцевість мала площу 2,16 км², уся площа — суходіл.

## Демографія
Згідно з переписом 2010 року, у переписній місцевості мешкало 3407 осіб у 1476 домогосподарствах у складі 960 родин. Густота населення становила 1577 осіб/км².  Було 1526 помешкань (706/км²).
Расовий склад населення:
| - 88,5 % — білих - 4,0 % — чорних або афроамериканців - 1,2 % — азіатів - 0,1 % — корінних американців - 4,1 % — осіб інших рас |

До двох чи більше рас належало 2,1 %. Частка іспаномовних становила 8,9 % від усіх жителів.
За віковим діапазоном населення розподілялося таким чином: 21,6 % — особи молодші 18 років, 59,8 % — особи у віці 18—64 років, 18,6 % — особи у віці 65 років та старші. Медіана віку мешканця становила 41,3 року. На 100 осіб жіночої статі у переписній місцевості припадало 89,0 чоловіків;  на 100 жінок у віці від 18 років та старших — 86,9 чоловіків також старших 18 років.
Середній дохід на одне домашнє господарство  становив 65 429 доларів США (медіана — 59 868), а середній дохід на одну сім'ю — 77 994 долари (медіана — 66 899). Медіана доходів становила 52 500 доларів для чоловіків та 40 380 доларів для жінок. За межею бідності перебувало 0,9 % осіб, у тому числі 0,0 % дітей у віці до 18 років та 1,6 % осіб у віці 65 років та старших.
Цивільне працевлаштоване населення становило 1734 особи. Основні галузі зайнятості: освіта, охорона здоров'я та соціальна допомога — 23,7 %, виробництво — 16,6 %, роздрібна торгівля — 16,0 %.